# Germaine Lubin
Germaine Léontine Angélique Lubin (Parigi, 1º febbraio 1890 – Parigi, 27 ottobre 1979) è stata un soprano francese drammatico. Molto nota per la sua predilezione per la musica di Richard Wagner. Possedeva una voce brillante, ma la sua carriera successiva fu contaminata dalle accuse di simpatie naziste.

## Biografia

### Formazione
Nata a Parigi, Germaine Lubin fu presto portata a Caienna nella Guyana francese, dove suo padre era medico e da lui ricevette le sue prime lezioni di piano. Tornò a vivere a Parigi all'età di otto anni e frequentò il Collège Sévigné con l'intento di studiare per diventare medico. Invece nel 1908 entrò al Conservatorio di Parigi, dove Gabriel Fauré era allora direttore. Fauré si formò un'alta opinione della sua voce, e della sua bellezza statuaria, e l'avrebbe accompagnata personalmente nelle esibizioni delle sue interpretazioni. Lasciò il Conservatorio nel 1912 dopo aver vinto tre primi premi per il canto e fu immediatamente richiesta per gli spettacoli. Per gran parte della sua carriera, tuttavia, continuò a prendere lezioni di canto, studiando per 10 anni dal 1912 con il soprano franco-russo Félia Litvinne. In seguito avrebbe lavorato in alcuni ruoli con Lilli Lehmann e Marie Gutheil-Schoder. Studiò anche con Jean de Reszke, anche se sentiva che lui le aveva insegnato poco.

### Carriera
Nel 1912 fece il suo debutto all'Opéra-Comique, cantando Antonia ne I racconti di Hoffmann, davanti ad un pubblico che comprendeva Claude Debussy e Paul Dukas ed ebbe un grande successo. All'Opéra-Comique Albert Carré le diede la possibilità di apparire in diverse opere contemporanee, tra cui Pénélope di Gabriel Fauré (ruolo di protagonista). Cantò anche Charlotte nel Werther di Jules Massenet e il ruolo principale in Louise di Gustave Charpentier ed apparve nella prima mondiale di Le Pays di Guy Ropartz.
Nel 1913 la Lubin sposò il poeta francese Paul Géraldy. Ebbero un figlio, Claude, nel 1916. Il loro matrimonio durò fino al 1926. Nel 1918 la Lubin incontrò il maresciallo Philippe Pétain ed intrattennero una calda corrispondenza per un po'; Pétain dichiarò il desiderio di sposarla, se fosse stata libera. La Lubin sarebbe rimasta un'ardente ammiratrice di Pétain fino alla sua morte nel 1951.
La Lubin fece la sua prima apparizione all'Paris Opéra nel 1915, in Le Chant de la cloche di Vincent d'Indy e continuò a cantare lì per quasi 30 anni. Oltre alle opere francesi di repertorio riscosse anche successo nelle opere di Christoph Willibald Gluck e Richard Strauss, cantando le prime francesi di Elettra nel 1932. Creò anche i ruoli per d'Indy, Darius Milhaud ed Henri Sauguet (La chartreuse de Parme) e cantò il ruolo principale nel revival del 1935 di Ariane et Barbe-bleue di Dukas.
Nel 1921 la Lubin iniziò la serie di ruoli wagneriani per i quali sarebbe stata più ammirata: prima Sieglinde ne La Valchiria, poi Elsa (Lohengrin) e infine Eva (I maestri cantori di Norimberga), tutte cantate in francese all'Opéra. Più tardi arrivarono Brünnhilde (L'anello del Nibelungo) (1928) e Kundry (Parsifal) (1938).
Cantò in Ariadne sotto Strauss a Vienna, interpretando anche Ottaviano e Agata con entusiasmo della critica, prendendo poi parte alle prime di Parigi de Il cavaliere della rosa nel 1927 e Ariadne auf Naxos all'Opéra-Comique nel 1943.
Nel 1930 cantò per la prima volta il ruolo di Isotta (Tristano e Isotta) all'Opéra di Parigi incontrando un'accoglienza estatica. La sua bellezza fisica, era alta, magra e bionda, e la sua voce forte ed uniforme la rendeva ideale per la parte. Continuò a cantare di nuovo a Parigi nel 1938 (questa volta in tedesco, diretta da Wilhelm Furtwängler) ed a Londra nel 1939 (su invito di Sir Thomas Beecham). Nel luglio del 1939 divenne la prima francese a cantare Isotta a Bayreuth (sotto la direzione di Victor de Sabata). A Bayreuth instaurò amicizie con i membri della famiglia Wagner. Fu anche complimentata da Adolf Hitler, che disse che era la migliore Isotta che avesse mai sentito.
La Lubin sperava di cantare anche al Metropolitan Opera di New York, dopo essere stata raccomandata alla direzione del Met da Kirsten Flagstad. Invece terminò il suo contratto settimane prima dell'arrivo e non cantò mai negli Stati Uniti.

### Seconda guerra mondiale
Dopo l'occupazione tedesca di Parigi nel 1940, Jacques Rouché cercò di riaprire l'Opéra e invitò la Lubin a tornare a cantare Alceste. Seguirono le esibizioni di Fidelio e Il cavaliere della rosa e nel 1941 cantò di nuovo Isotta, questa volta con la compagnia ospite dello Staatsoper di Berlino sotto la direzione di Herbert von Karajan. Continuò ad incontrarsi con conoscenti tedeschi e nel 1942 si esibì in un concerto per celebrare una mostra di Arno Breker, lo scultore che era strettamente collegato alla leadership nazista. In seguito disse di aver accettato questa esibizione come parte di un accordo per garantire l'uscita di Maurice Franck, lo "chef de chant" ebreo, il maestro di musica personale all'Opéra.
Queste attività portarono Germaine Lubin al sospetto di collaborazionismo con i nazisti e dopo la Liberazione nel 1944 fu arrestata e imprigionata. Al suo processo nel 1946 fu assolta dall'accusa dopo che furono prodotte numerose testimonianze da persone che aveva aiutato durante la guerra. Fu tuttavia condannata al "degrado nazionale" a vita (successivamente ridotto a cinque anni), alla confisca dei beni e al "divieto di soggiorno" (una forma di esilio). Trovò rifugio presso amici in Italia.
Da parte sua la Lubin ha negato tutti i legami con la Germania nazista e fu profondamente amareggiata per il suo trattamento da parte del governo francese. Una volta dichiarò:

### Anni successivi
Nel 1950 Germaine Lubin era tornata a Parigi e aveva cercato di riprendere la sua carriera con un recital. Sebbene incontrasse una certa simpatia ed avesse dato alcune altre esibizioni, fu una transizione difficile e quando nel 1953 suo figlio si suicidò, abbandonò completamente la scena pubblica. Per il resto della sua vita divenne un'insegnante di canto, dando lezioni a casa sua sul Quai Voltaire di Parigi. Tra i suoi allievi illustri c'era l'importante soprano Régine Crespin. La Lubin morì a Parigi nel 1979 all'età di 89 anni.
Germaine Lubin aveva una voce potente di splendore tonale scintillante. Per sua stessa ammissione era una personalità energica ed esigente, spesso altera e distante con le altre persone e rispondeva alla dimensione eroica dei personaggi che interpretava sul palcoscenico operistico. "Non mi piace cantare il ruolo delle vittime", dichiarò in un'intervista.

## Registrazioni
Sebbene Germaine Lubin sia diventata il soprano drammatico francese più importante degli anni '20 e '30, e in effetti una delle migliori cantanti liriche mai udite ovunque durante il periodo tra le due guerre, le sue esecuzioni non sono particolarmente ben rese su disco. Nel 1929–1930 registrò alcuni brani del suo repertorio centrale, in particolare i suoi ruoli wagneriani, Tosca, Il franco cacciatore e Sigfrido. Registrò anche alcuni lied di Schubert, Schumann e del suo ex ammiratore Fauré. Tra le sue successive registrazioni del 1944 ci sono due delle prime con il giovane Gérard Souzay in cui eseguono duetti di Leguerney e Blangini. Negli anni '50 ha anche registrato un paio di canzoni di Hugo Wolf. In totale la sua eredità registrata ammonta a circa due dozzine di incisioni, molte delle quali sono disponibili su ristampe di CD.